# Chris Vermeulen

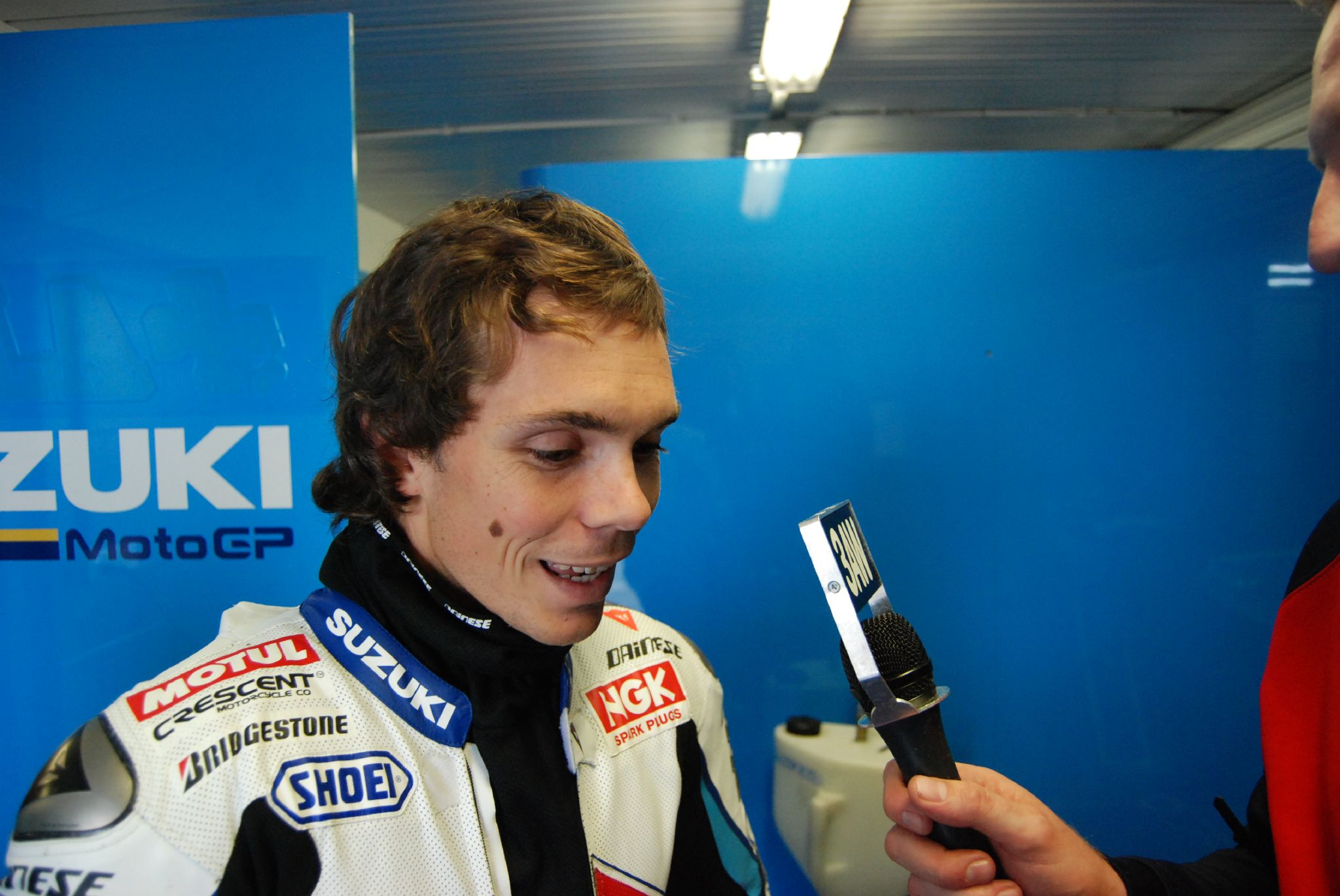
Chris Vermeulen

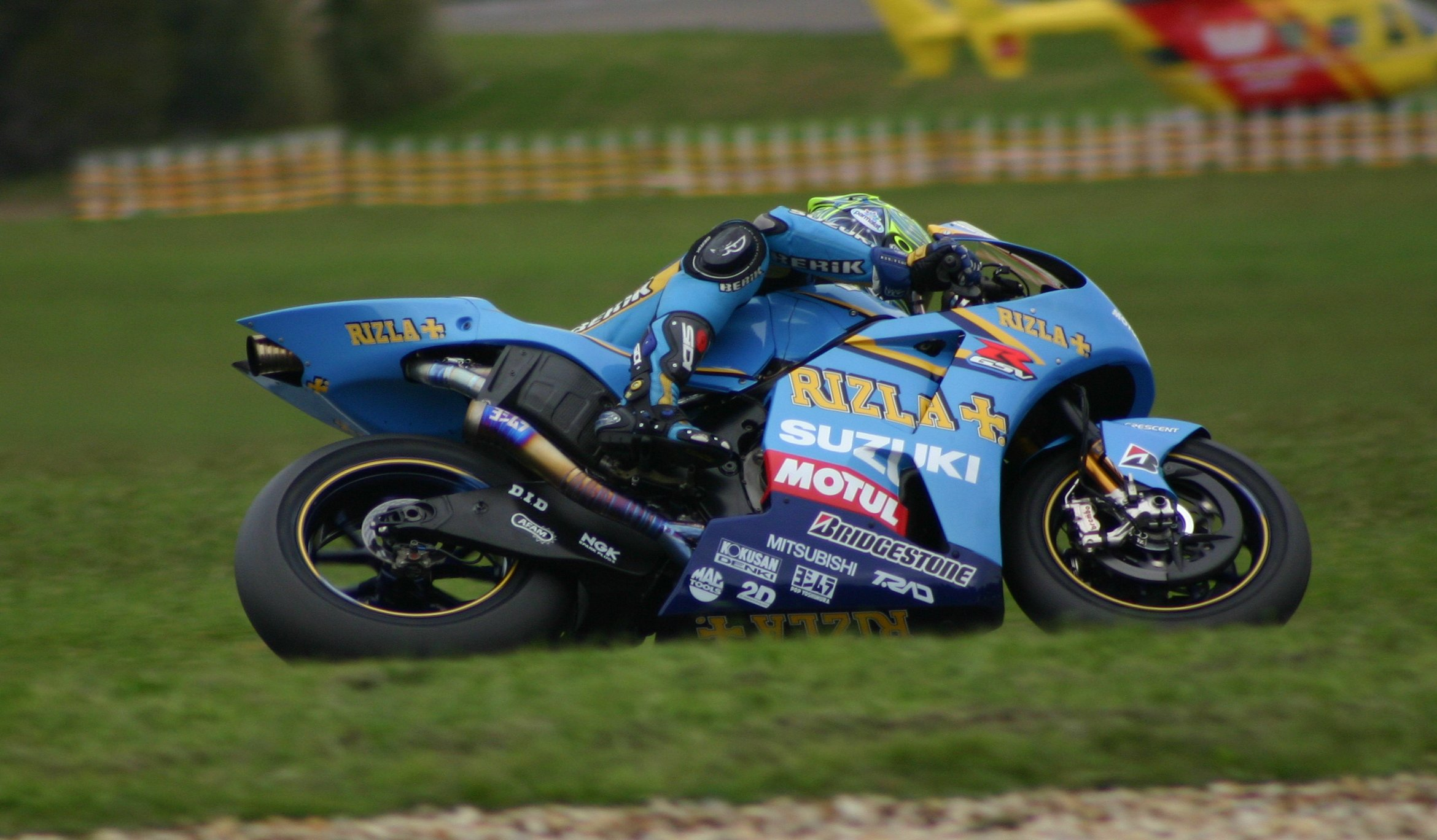
Australiens GP 2006

Chris Vermeulen, född 19 juni 1982 i Brisbane, är en australisk roadracingförare. Han blev världsmästare i Supersport-klassen 2003 och slutade tvåa i Superbike-VM 2005 för Ten Kate Honda-stallet. Han körde MotoGP 2006-2009 för Suzuki och åter Superbike 2010-1011.

## Tävlingskarriär

### Supersport och Superbike
Vermeulen gjorde tävlingsdebut i världsmästerskapen i Supersport 2000. Säsongen 2011 körde han hela säsongen och kom på 17:e plats. Säsongen 2002 började han köra för Ten Kate Honda och kom på sjundeplats. Supersport-VM 2003 vann Vermeulen 4 av 11 race och blev världsmästare.
Vermeulen gick upp i Superbike efter VM-guldet i Supersport, fortfarande med samma team på en Honda Fireblade. Superbike-VM 2004 vann han fyra heat och blev fyra i VM. Superbike-VM 2005 vann han sex heat och blev tvåa i VM efter Troy Corser.

### MotoGP
Vermeulen gjorde debut i MotoGP i Australiens Grand Prix 2005. Till Roadracing-VM 2006 blev han fabriksförare i MotoGP för Suzuki MotoGP. Han kom 11 i VM med en andraplats hemma på Phillip Island Circuit som bästa resultat. Han tog sin första Grand Prix-seger i MotoGP i regnet på Le Mans 20 maj 2007. Vermeulen tog sedan två andraplatser under sin väg mot en sjätteplats under sin andra säsong, knappt slagen av stallkamraten John Hopkins, som blev fyra. Under säsongen 2008 hade han Loris Capirossi som teamkamrat i Suzukis MotoGP-garage och kom på åttonde plats. Roadracing-VM 2009 var en tung säsong för Suzuki och Vermeulen lämnade MotoGP efter att hamnat som nummer 12 i VM-serien.

### Superbike och avslut
Vermeulen vick ett fabrikskontrakt med Kawasaki till Superbike-VM 2010. En krasch i debuttävlingen gav Vermeulen en svår knäskada som inte läkte ordentligt. Efter ytterligare en smäll på knäet fick han ställa in resten av säsongen och slutade som nummer 20 i VM. Även 2011 var Vermeulen skadedrabbad och körde blott 7 av 24 heat. Han blev 21:a i VM och stod utan kontrakt för kommande säsong. Efter att ha återhämtat sig tränade Vermeulen för att kunna göra comeback i motorcykelsport. Han ersatte Colin Edwards i MotoGP i Frankrikes Grand Prix 2012 men något mer erbjudande kom inte och 2013 meddelade Vermeulen att han avslutat sin tävlingskarriär.

## Pallplatser MotoGP
| Nr | Grand Prix | År   |
| -- | ---------- | ---- |
| 1  | Frankrike  | 2007 |

| Nr | Grand Prix | År   |
| -- | ---------- | ---- |
| 1  | Australien | 2006 |
| 2  | USA        | 2007 |
| 3  | San Marino | 2007 |

| Nr | Grand Prix     | År   |
| -- | -------------- | ---- |
| 1  | Storbritannien | 2007 |
| 2  | Tyskland       | 2008 |
| 3  | USA            | 2008 |

## Segrar World Superbike
| Nr | Bana        | Heat | År   |
| -- | ----------- | ---- | ---- |
| 1  | Silverstone | 2    | 2004 |
| 2  | Laguna Seca | 1    | 2004 |
| 3  | Laguna Seca | 2    | 2004 |
| 4  | Assen       | 2    | 2004 |
| 5  | Monza       | 2    | 2005 |
| 6  | Assen       | 1    | 2005 |
| 7  | Assen       | 2    | 2005 |
| 8  | Lausitzring | 1    | 2005 |
| 9  | Imola       | 1    | 2005 |
| 10 | Magny-Cours | 1    | 2005 |

## Segrar Supersport
| Nr | Bana           | År   |
| -- | -------------- | ---- |
| 1  | Phillip Island | 2003 |
| 2  | Monza          | 2003 |
| 3  | Ochsersleben   | 2003 |
| 4  | Silverstone    | 2003 |